# Katalánský nacionalismus
Katalánský nacionalismus je ideologie, dle které jsou Katalánci považováni za národ.
Katalánský nacionalismus se začal dostávat do obecného povědomí jako politická ideologie, která byla spojovaná s neúspěšnými pokusy o ustanovení samostatného federálního státu ve Španělsku v období první republiky. Valentí Almirall i Llozer a další intelektuálové, kteří se na pokusech o ustavení suverenity podíleli, přišli s novou politickou ideologií v 19. století k obnovení samosprávy, stejně tak jako k získání uznání katalánského jazyka. Tyto požadavky byly shrnuty v tzv. Bases de Manresa v roce 1892.
Ty se zpočátku setkaly s velmi malou podporou. Po Španělsko–americké válce, ve které Spojené státy napadly a obsadily poslední španělské kolonie, katalanismus i ve své rané podobě začal získávat na oblíbenosti: převážně kvůli oslabené mezinárodní pozici Španělska po válce a ztráty dvou hlavních příjemců katalánského exportu (Kuba a Portoriko).

## Formy současného katalánského nacionalismu
Jelikož se jedná o velice výrazné hnutí, promítá se i v projevech současné politické scény. Většina hlavních katalánských politických stran—Katalánská evropská demoktatická strana (Partit Demòcrata Europeu Català, PDECAT), Republikánská levice Katalánska (Esquerra Republicana de Catalunya, ERC), Strana katalánských socialistů (Partit dels Socialistes de Catalunya, PSC), Kandidatura lidové jednoty (Candidatura d'Unitat Popular, CUP) a Společně to dokážeme (En Comú Podem, ECP)—se ve větší či menší míře hlásí ke katalánskému nacionalismu.
V interpretaci národních cílů se přístupy jednotlivých stran liší. Zatímco některé z nich požadují vyhlášení suverénního státu, další pak usilují o uznání politické identity tzv. Katalánských zemí, tedy katalánsky hovořících území jakožto celku. Podobná tvrzení, založená na myšlenkách pan-nacionalismu, se objevují v oficiálních programových prohlášeních stran jako jsou Sblížení a jednota (Convergència i Unió, CiU), Republikánská levice Katalánska (ERC) nebo Kandidatura lidové jednoty (CUP). Vedle Katalánska mají i další katalánsky hovořící regiony své vlastní nacionalistické strany a koalice, které podporují v různé míře iniciativu budování národní identity Katalánských zemí. 

### Referenda a vývoj po roce 2006

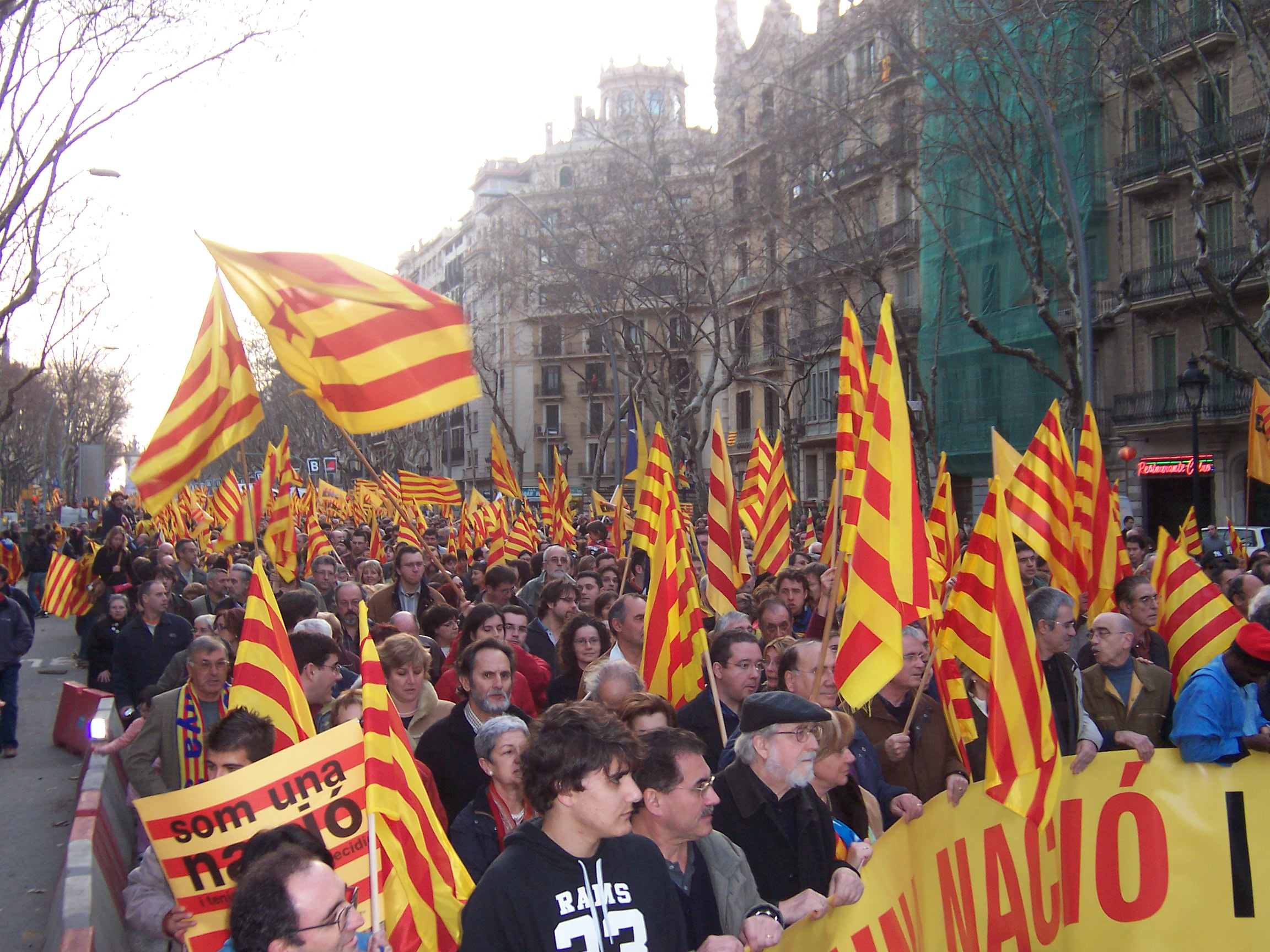
Manifestace katalánských nacionalistů v Barceloně, 18. února 2006

V roce 2006 se konalo referendum o změně znění Katalánského autonomního statutu z roku 1979, které by vedlo k rozšíření pravomocí Katalánské vlády. Pro bylo 73,26 % voličů, neboli 35,78 % všech obyvatel Katalánska. Změny Statutu vešly v platnost 9. srpna 2006. Nicméně nízká volební účast u referenda čítající celkem 48,84 % voličů byla v celé historii Katalánska nevídaná. Poukázala na značnou část populace, která se o otázky nezávislosti nezajímala, nebo byla nerozhodnutá. Nízká účast byla rovněž interpretována jako signál vyčerpání katalánských nacionalistů, kteří by podnikali odvážnější kroky pro posílení autonomie, nebo vedoucí k nezávislosti.

11. září 2012 se v centru Barcelony shromáždilo 600 000 osob (podle španělské Vládní delegace v Barceloně), dle organozátorů akce se jednalo o celé 2 miliony lidí, kteří aktivně volali po nezávislosti Katalánska. Během září a října téhož roku se nemalé množství katalánských obcí rozhodlo pro samozvané označení za tzv. svobodné katalánské území.

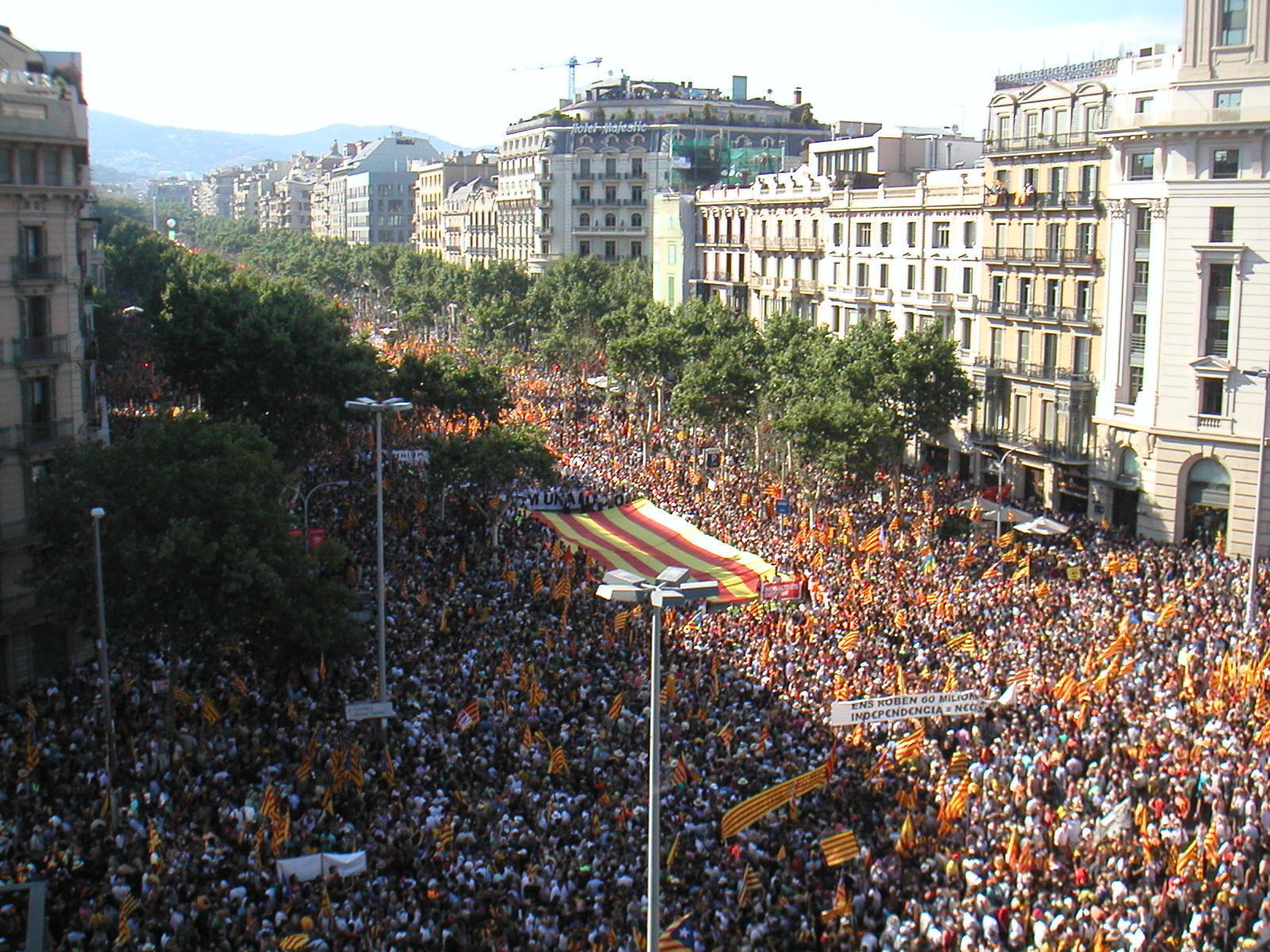
Pohled na manifestaci z 10. července 2010 v Barceloně konané kvůli rozhodnutí Ústavního soudu Španělského království o Katalánském autonomním statutu (2006) a na obranu práva národů na sebeurčení

11. září 2013 se konala tzv. Katalánská cesta, sestávající z 480km lidského řetězu čítajícího 1,6 milionu osob, na podporu katalánské nezávislosti.
Od ekonomické krize v roce 2008 se vláda v čele s Arturem Masem překlopila z původní regionálně zaměřené pozice k otevřené podpoře nezávislosti Katalánska. V roce 2014 katalánská vláda vyhlásila nezávazné referendum o nezávislosti. V nezávazném průzkumu konaném při parlamentních volbách roku 2015 katalánští nacionalisté prokázali převahu a následně Artur Mas průzkum prohlásil za platné referendum o otázce katalánské nezávislosti.

### Současnost
V současné době mají v parlamentu zastoupení dvě strany s nacionalistickým programem pro nezávislost Katalánska: Společně pro ANO (Junts pel Sí), s jasně vyslovenou podporou nezávislosti země, a Kandidatura lidové jednoty (Candidatura d'Unitat Popular, CUP) socialistická strana, která se přiklání k radikalizované demokracii. Koalice Junts pel Sí počítá s většinovou podporou Katalánské evropské demoktatické strany (Partit Demòcrata Europeu Català, PDECAT) a Republikánské levice Katalánska (Esquerra Republicana de Catalunya, ERC).